# انقلاب 1954 في باراغواي
وقع انقلاب باراغواي 1954 في مايو 1954. قاده ألفريدو سترويسنر، بدعم من إبيفانيو مينديز فليتاس، وأسفر عن الإطاحة بحكومة فيديريكو شافيز. كان الانقلاب تتويجا لسلسلة معقدة من الخصومات السياسية داخل حزب كولورادو الحاكم. قُتل حوالي 25 شخصًا خلال الانقلاب، مما ساعد على تمهيد الطريق لانتخاب سترويسنر رئيسًا لباراغواي في وقت لاحق من ذلك العام.

## خلفية
بحلول الخمسينيات من القرن الماضي، تضرّر الاستقرار الاجتماعي والسياسي في باراغواي بشدة بسبب أكثر من عقدين من الأزمات، بما في ذلك الحرب الأهلية الباراغوايانية الثانية، وحرب تشاكو، وتعاطف الرئيس السابق هيجينيو مورينيغو مع الحزب النازي. واجه الرئيس فيديريكو شافيز، الذي أعلن قانون الطوارئ وبدأ حملة ضد خصومه السياسيين بعد فترة وجيزة من توليه منصبه، وضعًا اقتصاديًا غير مستقر في باراغواي، وتوجّه إلى رئيس البنك المركزي إبيفانيو مينديز فليتاس لقيادة التعافي الاقتصادي الوطني. أثبتت محاولات مينديز لإقناع شافيز بالسعي للحصول على دعم من حكومة خوان بيرون الأرجنتينية أنها لا تحظى بشعبية مع العناصر المحافظة في حزب كولورادو وتعرض منديز لضغوط للاستقالة في يناير 1954. على الرغم من رحيله، استمر مينديز في التمتع بدعم بعض فصائل الحزب، وكذلك الرائد في الجيش فيرجيليو كانديا، نائب قائد سلاح الفرسان العقيد نيستور فيريرا. كان فيريرا نفسه مؤيدًا قويًا للرئيس شافيز. إلى جانب هذا التنافس بين أنصار شافيز وأنصار مينديز (ما يسمى بـ epifanistas)، بدأ التنافس الثانوي في التطور بين الحكومة والجيش بسبب قرار شافيز بتجهيز الشرطة الوطنية بأسلحة ثقيلة، والتي قوبلت باستياء من قائد الجيش ألفريدو سترويسنر.

## تفاصيل الانقلاب
في 3 مايو 1954، أمر فيريرا باعتقال كانديا للاشتباه في تآمره ضد شافيز. وقد أتاح هذا الفرصة لسترويسنر لاقتراح تحالف بين الجيش وepifanistas ضد الحكومة.
بدأ الانقلاب حوالي الساعة 8:00 مساءً. في 4 مايو 1954، بهجوم على مقر الشرطة في أسونسيون من قبل الكوماندوز من كتيبة النخبة 40 في جيش باراغواي بقيادة ماريو أورتيجا. أثناء الهجوم، تم إطلاق النار على قائد الشرطة الشاب روبرتو بيتيت، وعلى الرغم من إخلائه على الفور من قبل قوات الجيش المهاجمة إلى المستشفى، إلا أنه توفي متأثراً بجراحه. سعى الرئيس شافيز في البداية إلى اللجوء داخل كلية فرانسيسكو لوبيز العسكرية وعرض ترقية مديرها مارسيال سامانييغو إلى قائد جيش باراغواي. كان سامانييغو، وهو صديق قديم لسترويسنر، قد استجاب للعرض باعتقال تشافيز على الفور.
خلال جلسة طارئة لقيادة حزب كولورادو انعقدت في 5 مايو، طُلب من شافيز الاستقالة رسميًا من الرئاسة. أدت استقالة شافيز إلى أن يصبح رئيس حزب كولورادو توماس روميرو بيريرا رئيسًا مؤقتًا.

## بعد الانقلاب
رشح حزب كولورادو سترويسنر للرئاسة في انتخابات 11 يوليو التي فاز بها.
رأى الحزب في رئاسة سترويسنر حلاّ مؤقتا لمشاحناته الداخلية وتردده، وخطط في النهاية لاستبداله. لم يكن لدى سترويسنر قاعدة دعم داخل الحزب، الذي انقسم بين مؤيدي شافيز وداعمي مينديز. على مدى السنوات الثلاث التالية، وكجزء من محاولته توطيد منصبه، عمل سترويسنر على تهميش قادة كلا الفصيلين في الحزب. بينما أعاد سترويسنر تنصيب مينديز لفترة وجيزة رئيسا للبنك المركزي، أُجبر بعد ذلك بوقت قصير على الاستقالة مرة أخرى. في عام 1955 حاول حشد أنصاره داخل الجيش للإطاحة بسترويسنر، لكن المؤامرة فشلت وتعرض لضغوط لمغادرة البلاد. تمت ترقية فيرجيليو كانديا إلى منصب رئيسه السابق، نيستور فيريرا، كقائد لسلاح الفرسان، ولكنه واجه أيضًا الفصل مع ضباط آخرين من جيش الفرسان. في غضون ذلك، تم إرسال الرئيس المخلوع، شافيز، إلى فرنسا كسفير لباراغواي.
تم تعيين المُقَدَّم ماريو أورتيجا، قائد الكتيبة 40، رئيسًا جديدًا للشرطة، وهو الأول في سلسلة طويلة من أفراد الجيش لرئاسة إنفاذ القانون في باراغواي. سُجن نستور فيريرا لفترة وجيزة، لكن أُطلق سراحه لاحقًا وأعطي قيادة فيلق ضباط الاحتياط، وهو المنصب الذي شغله حتى تقاعده. كان الرئيس المؤقت السابق، روميرو، وزيرًا في حكومة سترويسنر، الذي سيقود باراغواي لمدة 34 عامًا.